# Bjódóin

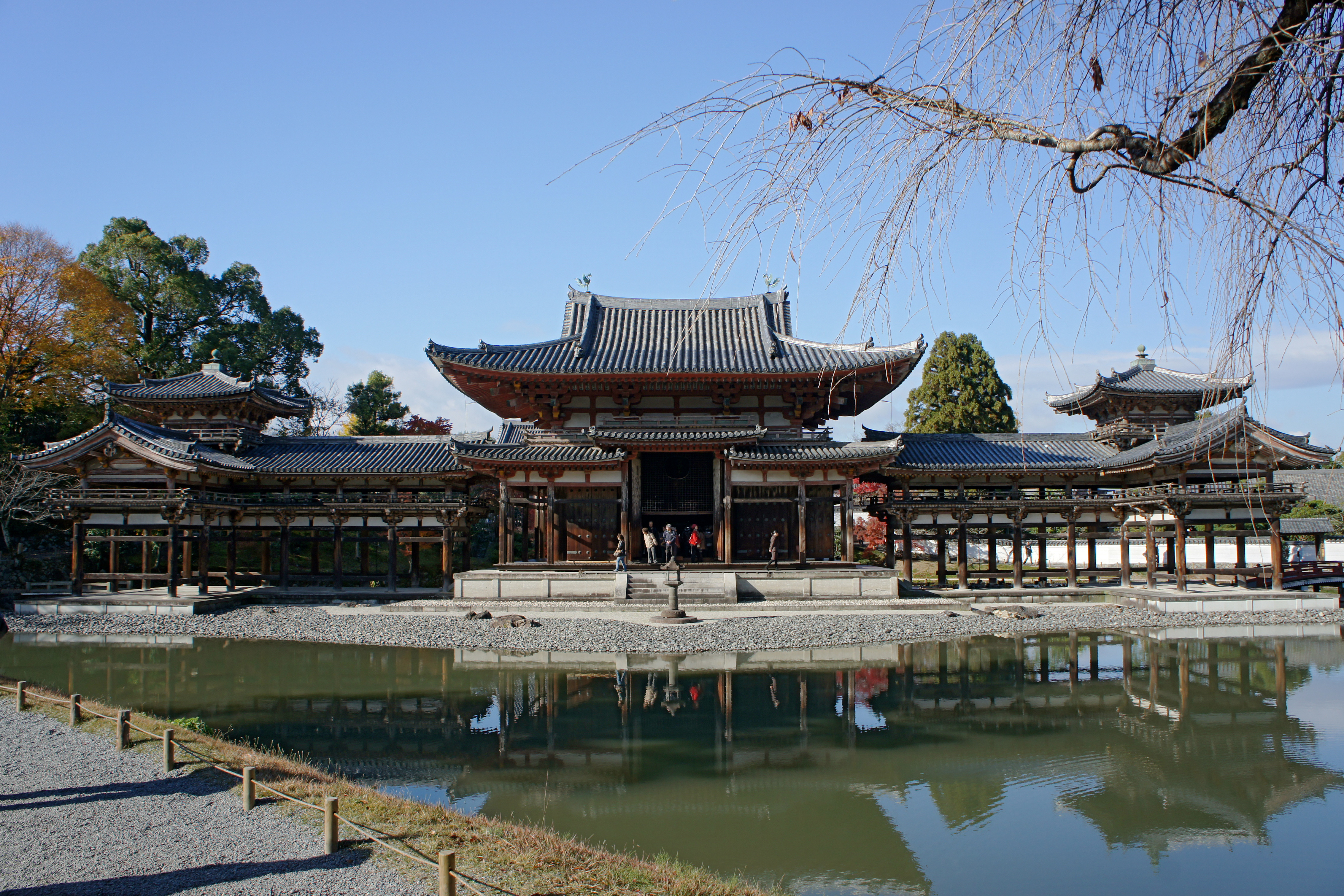
A Bjódóin

A Bjódóin (平等院, Hepburn-átírással: Byōdō-in) Heian-kori (794–1185) buddhista templom a Kiotóhoz közeli Udzsi városkában. Eredetileg nyaralónak építtette az Udzsi-folyó partján Minamoto no Tóru (akiről állítólag Gendzsit mintázta Muraszaki Sikibu), majd Fudzsivara no Micsinaga újíttatta fel „remetetanyájául”, s 1052-ben fia, Fudzsivara no Jorimicsi alakíttatta át templommá. Hóódó ('Főnixcsarnok') nevű, máig álló épületében találhatók az amidista buddhizmus legszebb korai képzőművészeti alkotásai: Dzsócsó lótusztalapzaton ülő, 3 méteres, részenként faragott, lakkozott és aranyozott Amida Buddha-szobra, a körülötte a fehér falakra erősített („felhőkön lovagló”) 52, mesebelien bonyolult mintázatú (zenélő, virágot, zászlót tartó) bódhiszattvaszobrocska, valamint a 'japán stílusú festészet' (jamato-e) legkorábbi murálisai: az amidista mennyország ábrázolásai (amit térhatásúvá varázsol az 52 ciprusszobrocska), amelyek ugyanakkor az Udzsi körüli táj felismerhető megjelenítései.